# Cherves-Richemont
Cherves-Richemont – miejscowość i gmina we Francji, w regionie Nowa Akwitania, w departamencie Charente.
Według danych na rok 1990 gminę zamieszkiwało 2528 osób, a gęstość zaludnienia wynosiła 67 osób/km² (wśród 1467 gmin regionu Poitou-Charentes Cherves-Richemont plasuje się na 102. miejscu pod względem liczby ludności, natomiast pod względem powierzchni na miejscu 85.).